# Union (Oregon)

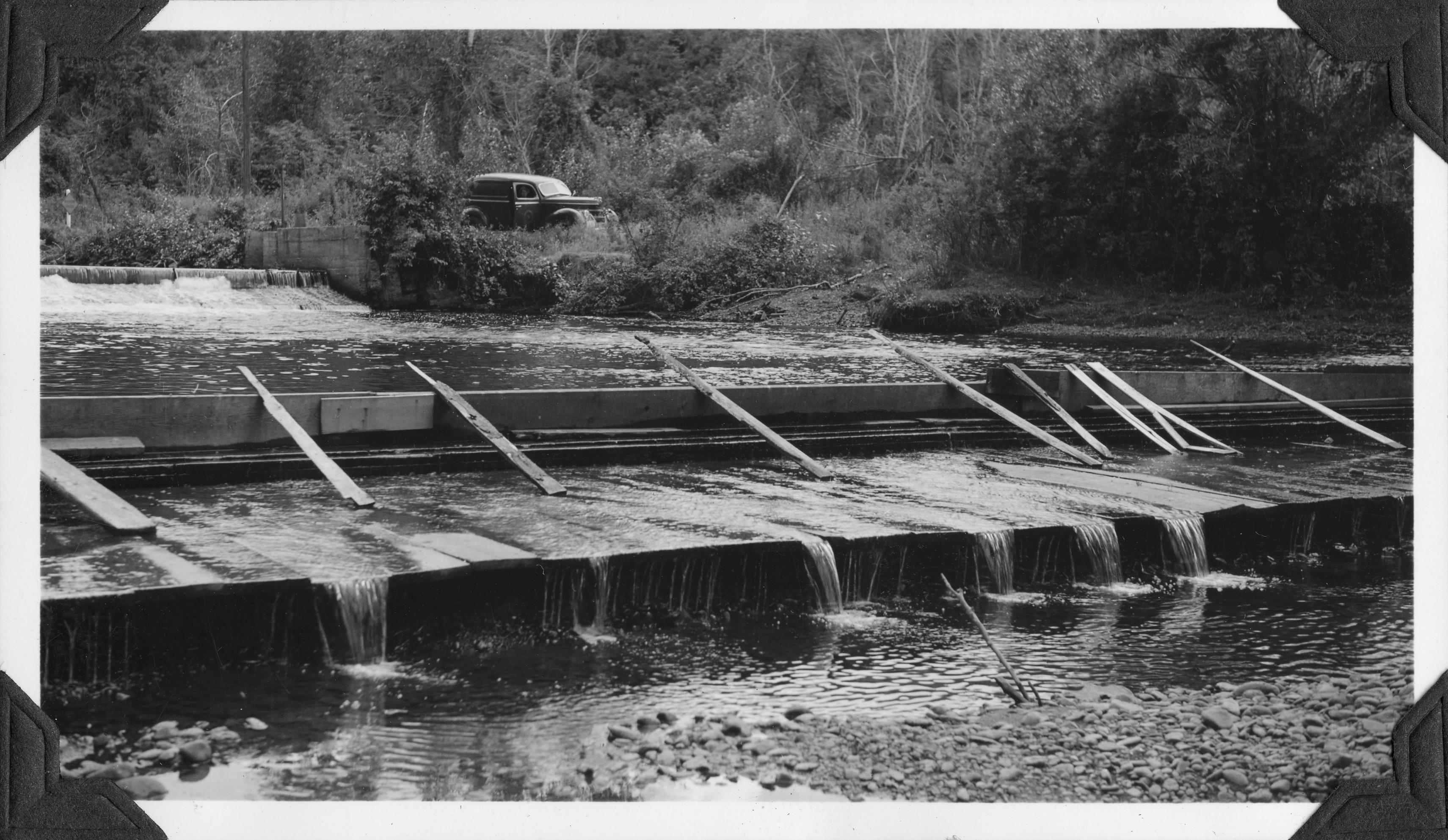
A Katalin-patak gátja

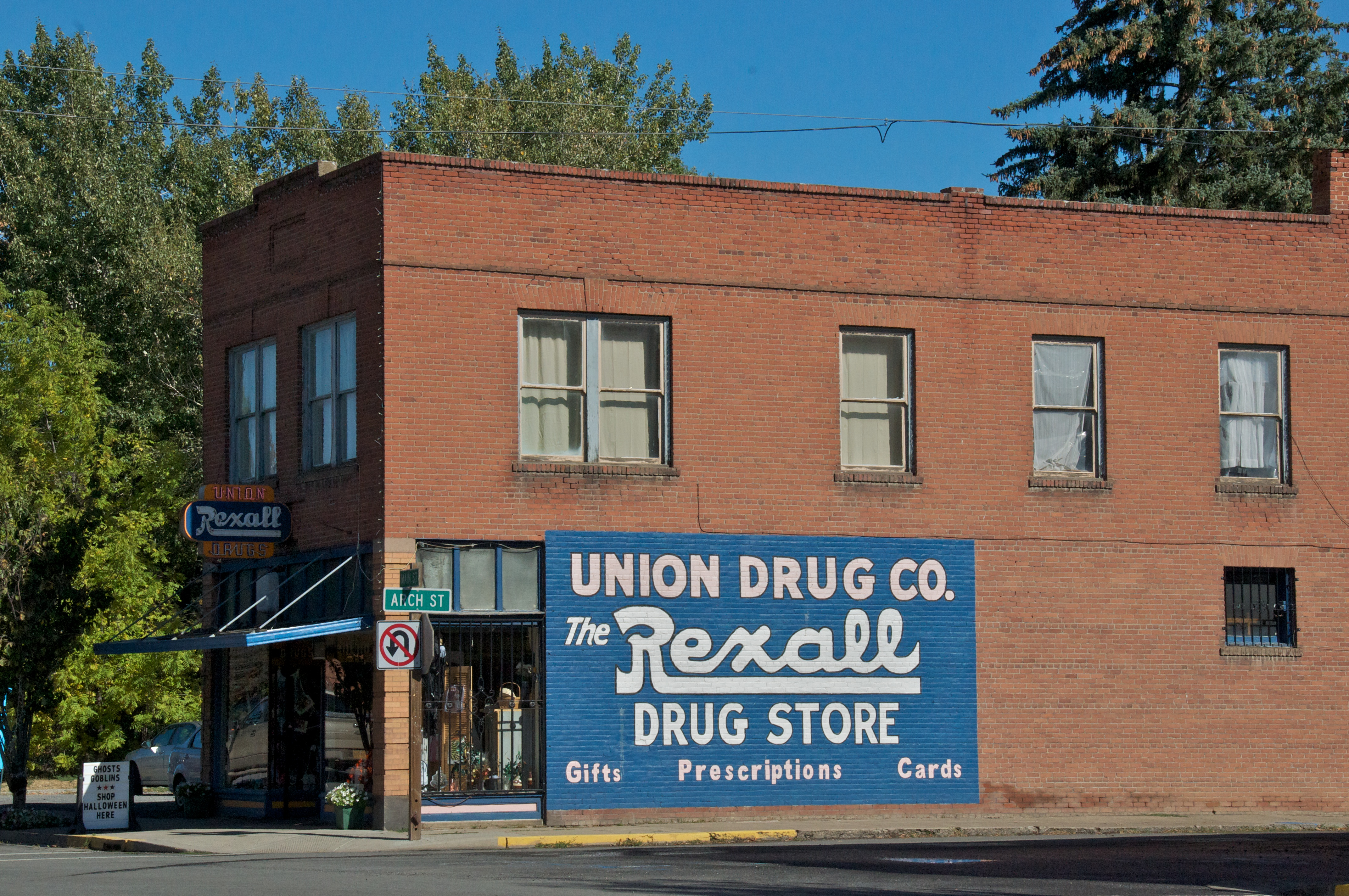
A Rexall gyógyszertár

Union az Amerikai Egyesült Államok északnyugati részén, Oregon állam Union megyéjében, a Grande Ronde-völgy délkeleti határán, a Wallowa-hegység nyugati oldalán helyezkedik el. A 2010. évi népszámláláskor 2121 lakosa volt. A város területe 6,47 km², melynek 100%-a szárazföld.
A Cove és North Powder között futó 237-es út észak–déli irányban szeli át a várost. A megyeszékhely (La Grande) a 203-as úton északnyugat felé 32 km-t haladva érhető el.
A városon keresztülfolyik a Grande Ronde-folyó mellékága, a Katalin-patak.

## Történet
A közösség területét 1864. november 11-én jelölték ki az Oregoni-ösvény mentén. A név a polgárháború északi államainak uniójára utal.
Union megye 1865-ös megalapításakor a megyeszékhely La Grande lett, de mivel a Ruckles Road Unionon halad keresztül, a székhelyet 1872-ben áthelyezték. Amikor a vasút elérte a körzetet, La Grande felé építették ki a pályát, így az lett a nagyobb helység, és 1902-ben visszakapta megyeszékhelyi rangját. 1890 márciusában J. W. Shelton ügyvéd elérte, hogy a Union Electric Power and Light Company 4 km-re, Union Junctionnél futó vasútján szárnyvonalat létesítsenek Union felé. A júliusban Union Railway Companyre átkeresztelt vállalat 1892 augusztusában hajtotta végre a kért bővítést.
A férfinek további vasútbővítési tervei voltak, ám vitába keveredett cégtársaival (a Hutchinsonsokkal); ennek eredményeképp két további vállalat is létrejött: 1893 januárjában a The Union Railway (Shelton) és a Union Street Railway and Suburban Railway (Hutchinsons). Mindkét cég meg akarta vásárolni a Union Railway Companyt. Shelton 1905-ig birtokolta az akkor Union, Cove and Valley Railwayre átkeresztelt céget, amit később megvásárolt egy keleti parti fafeldolgozó.
A 2006 novemberi helyhatósági választásokon a 18 éves Kyle Corbint választották polgármesternek, habár neve nem szerepelt az íveken. A fiatal azt ígérte, hogy véget vet a városban 2004 óta uralkodó politikai káosznak (Deborah Clark polgármestert és három képviselőt is visszahívtak tisztségükből). „Ismerem a folyamatokat és szabályokat” – nyilatkozta Corbin a The Oregonian riporterének – „Sok gimnazistával beszélgettem.” Az újság szerint azóta „szkepticizmustól sugárzó optimizmusig beszélnek arról, hogy a fiatal polgármester sikerrel jár-e”.

## Éghajlat
A város éghajlata a Köppen-skála szerint meleg nyári mediterrán (Csb-vel jelölve). A legcsapadékosabb a május–június időszak és november hónap, a legszárazabb pedig a július–szeptember közötti időszak. A legmelegebb hónap július és augusztus, a leghidegebb pedig december.
| Hónap                         | Jan.  | Feb.  | Már.  | Ápr.  | Máj. | Jún. | Júl. | Aug. | Szep. | Okt.  | Nov.  | Dec.  | Év    |
| ----------------------------- | ----- | ----- | ----- | ----- | ---- | ---- | ---- | ---- | ----- | ----- | ----- | ----- | ----- |
| Rekord max. hőmérséklet (°C)  | 16,1  | 19,4  | 25,0  | 32,2  | 35,0 | 37,2 | 40,6 | 42,2 | 38,3  | 31,7  | 23,3  | 16,7  | 42,2  |
| Átlagos max. hőmérséklet (°C) | 3,9   | 6,7   | 11,1  | 15,0  | 19,4 | 23,3 | 29,4 | 30,0 | 24,4  | 17,2  | 8,3   | 3,3   | 16,1  |
| Átlaghőmérséklet (°C)         | 0,0   | 2,0   | 5,3   | 8,4   | 12,2 | 15,6 | 19,7 | 19,7 | 15,0  | 9,2   | 3,8   | −0,3  | 9,3   |
| Átlagos min. hőmérséklet (°C) | −3,9  | −2,8  | −0,6  | 1,7   | 5,0  | 7,8  | 10,0 | 9,4  | 5,6   | 1,1   | −0,6  | −3,9  | 2,4   |
| Rekord min. hőmérséklet (°C)  | −32,8 | −29,4 | −23,3 | −12,8 | −6,7 | −1,7 | 1,1  | −1,7 | −6,1  | −13,9 | −24,4 | −31,1 | −32,8 |
| Átl. csapadékmennyiség (mm)   | 30    | 24    | 31    | 38    | 55   | 40   | 17   | 18   | 17    | 27    | 40    | 30    | 367   |
| Forrás: The Weather Channel   |       |       |       |       |      |      |      |      |       |       |       |       |       |

## Népesség

### 2010
A 2010-es népszámláláskor a városnak 2121 lakója, 859 háztartása és 603 családja volt. A népsűrűség 327,8 fő/km2. A lakóegységek száma 933, sűrűségük 144,2 db/km2. A lakosok 95,6%-a fehér, 0,1%-a afroamerikai, 1,1%-a indián, 0,1%-a ázsiai, 0,1%-a a Csendes-óceáni szigetekről származik, 0,6%-a egyéb, 2,3%-a pedig kettő vagy több etnikumú. A spanyol vagy latino származásúak aránya 2,3% (1,3% mexikói,   1% egyéb spanyol vagy latino származású.)
A háztartások 31,4%-ában élt 18 évnél fiatalabb. 56,7% házas, 9,3% egyedülálló nő, 4,2% egyedülálló férfi, 29,8% pedig nem család. 24,9% egyedül élt; 12,1%-uk 65 éves vagy idősebb. Egy háztartásban átlagosan 2,46 személy élt; a családok átlagmérete 2,93 fő.
A medián életkor 43,8 év volt. A város lakóinak 24,7%-a 18 évesnél fiatalabb, 5,9% 18 és 24 év közötti, 20,6%-uk 25 és 44 év közötti, 30,8%-uk 45 és 64 év közötti, 17,9%-uk pedig 65 éves vagy idősebb. A lakosok 49,2%-a férfi, 50,8%-a pedig nő.

### 2000
A 2000-es népszámláláskor  a városnak 1926 lakója, 766 háztartása és 550 családja volt. A népsűrűség 297,7 fő/km2. A lakóegységek száma 821, sűrűségük 126,9 db/km2. A lakosok 96,21%-a fehér, 0,1%-a afroamerikai, 0,99%-a indián, 0,36%-a ázsiai, 0,05%-a a Csendes-óceáni szigetekről származik, 0,73%-a egyéb-, 1,56%-a pedig kettő vagy több etnikumú. A spanyol vagy latino származásúak aránya 1,3% (0,9% mexikói, 0,1% Puerto Ricó-i,  0,3% pedig egyéb spanyol/latino származású.)
A háztartások 30,5%-ában élt 18 évnél fiatalabb. 59,5% házas, 9% egyedülálló nő; 28,1% pedig nem család. 24% egyedül élt; 12,1%-uk 65 éves vagy idősebb. Egy háztartásban átlagosan 2,51 személy élt; a családok átlagmérete 2,97 fő.
A város lakóinak 26%-a 18 évesnél fiatalabb, 6% 18 és 24 év közötti, 24,5%-uk 25 és 44 év közötti, 25,4%-uk 45 és 64 év közötti, 18,2%-uk pedig 65 éves vagy idősebb. A medián életkor 41 év volt. Minden 100 nőre 92 férfi jut; a 18 évnél idősebb nőknél ez az arány 89,6.
A háztartások medián bevétele 28 529 amerikai dollár, ez az érték családoknál $34 286. A férfiak medián keresete $32 148, míg a nőké $16 776. A város egy főre jutó bevétele (PCI) $14 406. A családok 12,2%-a, a teljes népesség 13%-a élt létminimum alatt; a 18 év alattiaknál ez a szám 16,3%, a 65 évnél idősebbeknél pedig 16%.

## Fordítás
Ez a szócikk részben vagy egészben  az   Union, Oregon című angol Wikipédia-szócikk ezen változatának fordításán alapul.  Az eredeti cikk szerkesztőit annak laptörténete sorolja fel. Ez a jelzés csupán a megfogalmazás eredetét és a szerzői jogokat jelzi, nem szolgál a cikkben szereplő információk forrásmegjelöléseként.